# タケシマブナ
タケシマブナ（学名:Fagus multinervis）は、ブナ科の落葉性広葉樹の一種である。韓国鬱陵島（うつりょうとう・ウルルンド・울릉도）にのみ自生する。日本のイヌブナと近縁で、同種とする説もある。また中国のシナブナと同種だとする説もある。